# Lucía Carrasco Xochipa
Lucía Carrasco Xochipa (Santa Cruz Techachalco, Tlaxcala, 13 de diciembre de 1948) es una política mexicana, miembro del Partido Revolucionario Institucional (PRI). Ha sido Senadora por su estado en el periodo de 1994 a 2000.

## Biografía
Es maestra normalista y licenciada en Pedagogía Gradual por la Escuela de Mejoramiento Profesional del Magisterio. Miembro de la Confederación Nacional Campesina (CNC) del PRI, ocupó numerosos cargos en su estructura, entre los que estuvieron coordinadora de la mujer campesina en el comité ejecutivo nacional y delegada del comité estatal del PRI.
Fue también delegada en congresos del Sindicato Nacional de Trabajadores de la Educación (SNTE), secretaria de Acción Femenil del comité estatal del PRI y coordinadora municipal de la Asociación Nacional Femenil Revolucionaria (ANFER).
En su natal municipio de Panotla, fue regidora y tesorera de su ayuntamiento, y de 1989 a 1991 presidenta municipal, siendo la primera mujer en ser elegida para dicho cargo. Al concluirlo, en 1992, fue elegida diputada a la LIV Legislatura del Congreso del Estado de Tlaxcala, misma que concluyó en 1995.
Sin embargo en 1994 se separó del cargo para ser elegida Senadora por su estado en segunda fórmula, para el periodo de 1994 a 2000, correspondientes a las Legislaturas LVI y LVII que concluyeron en 2000. En el Senado fue secretaria de las comisiones de Fomento a las Artesarnías; y, de Reforma Agraria; así con integrante, en diversos periodos, de las de Agricultura, Ganadería y Desarrollo Rural; de Asistencia Social; de Asuntos Indígenas; de Atención a Niños, Jóvenes y Tercera Edad; de Cultura; de Educación; de Equidad y Género; de Estudios Legislativos, 2a Sección; de Estudios Legislativos, 6a Sección; de Fortalecimiento del Federalismo; de Medio Ambiente y Recursos Naturales; de Ciencia y Tecnología; de Derechos Humanos; y, de Fomento Industrial.
Simultáneamente a su periodo como senadora, fue dirigente estatal de la CNC en Tlaxcala, hasta el 9 de abril de 1998 en que renunció al cargo para ser precandidata del PRI a la gubernatura de Tlaxcala que por primera ocasión realizaría un proceso interno para seleccionar al candidato. En este contexto, otro de los aspirantes, Alfonso Sánchez Anaya, la señalo de no haberse separado del cargo en el tiempo correcto y de contar con el apoyo de la CNC de forma irregular. Finalmente la candidatura fue ganada por Joaquín Cisneros Fernández, que fue derrotado en la elección constitucional por Sánchez Anaya, que fue postulado por el Partido de la Revolución Democrática.
Posteriormente fue lideresa estatal del Organismo Nacional de Mujeres Priístas (ONMPRI) en Tlaxcala, y luego directora de Desarrollo Comunitario y Pueblos Indígenas del Sistema Estatal de Promoción del Empleo y Desarrollo Comunitario.